# Брукман, Гуго
Гу́го Бру́кман (нем. Hugo Bruckmann; 13 октября 1863, Мюнхен — 3 сентября 1941, Мюнхен) — немецкий издатель.

## Биография
Гуго Брукман — младший сын издателя Фридриха Брукмана. После смерти отца унаследовал с братом Альфонсом мюнхенское издательство F. Bruckmann KAG. В 1898 году женился на принцессе Эльзе Кантакузен (1865—1947). Супруги Брукман поддерживали национал-социалистическое движение с его зарождения, состояли в НСДАП и считались влиятельными покровителями Адольфа Гитлера и помогали ему войти в высшее общество Мюнхена.
С 1928 года Брукманы являлись официальными спонсорами Национал-социалистического общества за немецкую культуру. С 1930 года Гуго Брукман состоял в правлении основанного Розенбергом Боевого союза за немецкую культуру. С 1932 года и до конца жизни Брукман являлся депутатом рейхстага от НСДАП. После отставки Оскара фон Миллера Брукман в 1933 году вошёл в состав Немецкого музея в Мюнхене. С его назначением предполагалось сократить политическое вмешательство в дела музея, что Брукману отчасти удалось благодаря его влиянию на Гитлера. Брукман успешно сопротивлялся требованию удалить из библиотеки еврейские книги, а в отсутствие у Брукмана опыта в области естественных наук и техники консервативному музейному руководству не стоило опасаться его вмешательства в профессиональные вопросы.
В 1934 году, после смерти рейхспрезидента Гинденбурга, Брукман выступил одним из подписавших воззвание к деятелям культуры в связи с «референдумом» о слиянии ведомств рейхспрезидента и рейхсканцлера. В 1937 году Брукман успешно вступился за издателя Генри Наннена, отчисленного из университета за противостояние государственной власти и получившего запрет на профессию. С началом Второй мировой войны Брукману с помощью личных связей удалось получить для своего издательства статус предприятия военного значения. После смерти Гуго Брукман удостоился торжественных государственных похорон. Супруга Брукмана умерла в 1947 году в Мюнхене.